# 成年後見センター・リーガルサポート
公益社団法人成年後見センター・リーガルサポートは、日本司法書士会連合会が中心となり司法書士を正会員として設立された法人であり、主に平成11年12月に「新しい成年後見制度」が施行するのに先駆け、成年後見人・保佐人・補助人・任意後見人やこれらの監督人の担い手を養成・供給するため誕生した組織である。現在、日本における第三者成年後見人等を供給する国内最大の団体である、、。

## 概要
- 所在地 ： 東京都新宿区四谷本塩町４－３７　司法書士会館
- 理事長 ： 矢頭範之
- 設立目的 ： 高齢者、障害者等が自らの意思に基づき安心して日常生活を送ることができるように支援し、もって高齢者、障害者等の権利の擁護及び福祉の増進に寄与することを目的とする。（同法人定款第3条）
- 事業（同法人定款第4条）
  1. 任意後見人、成年後見人、保佐人及び補助人の養成、推薦及び指導監督
  2. 任意後見監督人、成年後見監督人、保佐監督人及び補助監督人の養成、推薦及び指導監督
  3. 財産管理及び身上監護の事務（前各号に該当するものを除く。以下「財産管理事務等」という。）の指導監督
  4. 遺言執行事務の指導監督
  5. 任意後見、成年後見、保佐及び補助の事務並びに財産管理事務等
  6. 任意後見監督、成年後見監督、保佐監督及び補助監督の事務
  7. 前各号に掲げるもののほか、高齢者、障害者等の権利の擁護に関する活動
  8. 研修会、講演会、相談会等の企画及び開催並びにこれらへの講師及び相談員等の紹介
  9. 成年後見制度に関する調査、研究及び普及活動
  10. 成年後見制度に関する書籍及び印刷物の企画、出版及び頒布
  11. 成年後見制度に関する視聴覚教材の企画、制作及び頒布
  12. 国、地方公共団体、福祉団体、職能団体等との連携による上記各事業の推進のための活動
  13. その他この法人の目的を達成するために必要な事業

## 歴史
- 1999年（平成11年）12月22日 - 社団法人成年後見センター・リーガルサポート設立。
- 2011年（平成23年）04月01日 - 公益社団法人化。